# Campeonato de Primera B Nacional 2009-10
El Campeonato de Primera B Nacional 2009-10, denominada por motivos comerciales Primera B Nacional Efectivo Sí 2009-10, comenzó el 21 de agosto de 2009 y finalizó el 15 de mayo de 2010. En el torneo se incorporaron San Martín (Tucumán) y Gimnasia y Esgrima (Jujuy) (descendidos de Primera División); Sportivo Italiano (campeón de la Primera B), Boca Unidos (campeón del Torneo Argentino A) y Deportivo Merlo (ascendió tras ganarle la promoción a Los Andes)

## Ascensos y descensos
| Torneo      | Descendidos de la B Nacional 2008-09 |
| ----------- | ------------------------------------ |
| Primera B   | Almagro                              |
| Primera B   | Los Andes                            |
| Argentino A | Talleres (C)                         |

| Torneo      | Ascendidos a la B Nacional 2009-10 |
| ----------- | ---------------------------------- |
| Primera B   | Sportivo Italiano                  |
| Primera B   | Deportivo Merlo                    |
| Argentino A | Boca Unidos                        |

| Pos. | Ascendidos a la Primera División 2009-10 |
| ---- | ---------------------------------------- |
| 1.º  | Atlético Tucumán                         |
| 2.º  | Chacarita Juniors                        |

| Prom. | Descendidos de la Primera División 2008-09 |
| ----- | ------------------------------------------ |
| 19.º  | San Martín (Tucumán)                       |
| 20.º  | Gimnasia y Esgrima (Jujuy)                 |

## Equipos participantes
| Equipo                  | Ciudad                | Estadio                         | Capacidad |
| ----------------------- | --------------------- | ------------------------------- | --------- |
| Aldosivi                | Mar del Plata         | José María Minella              | 35 300    |
| All Boys                | Buenos Aires          | Islas Malvinas                  | 21 500    |
| Atlético de Rafaela     | Rafaela               | Nuevo Monumental                | 20000     |
| Belgrano                | Córdoba               | Gigante de Alberdi              | 28 000    |
| Boca Unidos             | Corrientes            | José Antonio Romero Feris (*)   | 15 700    |
| CAI                     | Comodoro Rivadavia    | Municipal de Comodoro Rivadavia | 12 000    |
| Defensa y Justicia      | Gobernador Costa      | Norberto Tomaghello             | 10 000    |
| Deportivo Merlo         | Parque San Martín     | José Manuel Moreno (**)         | 10 000    |
| Ferro Carril Oeste      | Buenos Aires          | Arquitecto Ricardo Etcheverri   | 24 858    |
| Gimnasia y Esgrima      | San Salvador de Jujuy | 23 de Agosto                    | 24 000    |
| Independiente Rivadavia | Mendoza               | Bautista Gargantini             | 18 000    |
| Instituto               | Córdoba               | Juan Domingo Perón              | 26 535    |
| Olimpo                  | Bahía Blanca          | Roberto Natalio Carminatti      | 17 000    |
| Platense                | Florida               | Ciudad de Vicente López         | 31 000    |
| Quilmes                 | Quilmes               | Centenario                      | 30 200    |
| San Martín              | San Juan              | Ingeniero Hilario Sánchez       | 18 000    |
| San Martín              | San Miguel de Tucumán | La Ciudadela                    | 25 500    |
| Sportivo Italiano       | Ciudad Evita          | República de Italia             | 8000      |
| Tiro Federal            | Rosario               | Fortín de Ludueña               | 18 000    |
| Unión                   | Santa Fe              | 15 de Abril                     | 25 000    |

- (*) Propiedad del Club Atlético Huracán Corrientes
- (**) Local en el estadio Armenia (cap. 10 500), propiedad del Club Deportivo Armenio.

### Distribución geográfica de los equipos
| Región                                   | Cant. | Equipos                                                                    |
| ---------------------------------------- | ----- | -------------------------------------------------------------------------- |
| Conurbano bonaerense                     | 5     | Defensa y Justicia, Deportivo Merlo, Platense, Quilmes y Sportivo Italiano |
| Provincia de Santa Fe                    | 3     | Atlético de Rafaela, Tiro Federal y Unión                                  |
| Ciudad de Buenos Aires                   | 2     | All Boys y Ferro Carril Oeste                                              |
| Interior de la provincia de Buenos Aires | 2     | Aldosivi y Olimpo                                                          |
| Provincia de Córdoba                     | 2     | Belgrano e Instituto                                                       |
| Provincia del Chubut                     | 1     | CAI                                                                        |
| Provincia de Corrientes                  | 1     | Boca Unidos                                                                |
| Provincia de Jujuy                       | 1     | Gimnasia                                                                   |
| Provincia de Mendoza                     | 1     | Independiente Rivadavia                                                    |
| Provincia de San Juan                    | 1     | San Martín                                                                 |
| Provincia de Tucumán                     | 1     | San Martín                                                                 |

## Formato

### Competición
Se disputó un torneo todos contra todos a dos ruedas, local y visitante, de 38 fechas. Se otorgaban 3 puntos por partido ganado y 1 punto por partido empatado.

### Ascenso
El equipo que obtuvo más puntos es el campeón y junto con el 2º clasificado asciende a la Primera División. Los equipos ubicados en 3º y 4º lugar tuvieron el derecho de jugar la promoción para ascender contra el 18º y 17º de la Primera División, respectivamente, de acuerdo a su tabla de promedios.

### Descenso
Se decidió mediante una tabla de promedios de puntos obtenidos de las últimas 3 temporadas. Si un club ascendía y luego de una temporada descendía se le contabilizaban los puntos obtenidos en su campaña previa, como por ejemplo sucedió con San Martín (T). Los dos últimos de la tabla descendieron a su categoría de origen: si estaban directamente afiliados a la AFA (Clubes de la ciudad de Buenos Aires y alrededores), a la Primera B Metropolitana y si estaban indirectamente afiliados (clubes del interior del país), al Torneo Argentino A. También se jugaron dos promociones: el equipo directamente afiliado y el indirectamente afiliado peor ubicados disputaron una Promoción con un equipo de la Primera B y del Torneo Argentino A, respectivamente.

## Tabla de posiciones final
| Pos | Equipo                  | Pts | PJ | PG | PE | PP | GF | GC | DIF |
| --- | ----------------------- | --- | -- | -- | -- | -- | -- | -- | --- |
| 1º  | Olimpo                  | 71  | 38 | 19 | 14 | 5  | 50 | 24 | 26  |
| 2º  | Quilmes                 | 64  | 38 | 17 | 13 | 8  | 39 | 31 | 8   |
| 3º  | Atlético de Rafaela     | 63  | 38 | 18 | 9  | 11 | 53 | 35 | 18  |
| 4º  | All Boys                | 63  | 38 | 19 | 6  | 13 | 45 | 37 | 8   |
| 5º  | Instituto               | 60  | 38 | 16 | 12 | 10 | 39 | 29 | 10  |
| 6º  | Belgrano                | 57  | 38 | 15 | 12 | 11 | 47 | 41 | 6   |
| 7º  | San Martín (SJ)         | 56  | 38 | 14 | 14 | 10 | 48 | 39 | 9   |
| 8º  | Gimnasia y Esgrima (J)  | 54  | 38 | 14 | 12 | 12 | 34 | 37 | -3  |
| 9º  | Unión                   | 53  | 38 | 14 | 11 | 13 | 54 | 49 | 5   |
| 10º | Defensa y Justicia      | 52  | 38 | 14 | 10 | 14 | 54 | 53 | 1   |
| 11º | San Martín (T)          | 50  | 38 | 12 | 14 | 12 | 39 | 41 | -2  |
| 12º | Ferro Carril Oeste      | 49  | 38 | 12 | 13 | 13 | 36 | 39 | -3  |
| 13º | Boca Unidos             | 48  | 38 | 11 | 15 | 12 | 42 | 48 | -6  |
| 14º | Platense                | 47  | 38 | 11 | 14 | 13 | 39 | 40 | -1  |
| 15º | Independiente Rivadavia | 47  | 38 | 12 | 11 | 15 | 47 | 58 | -11 |
| 16º | Deportivo Merlo         | 46  | 38 | 12 | 10 | 16 | 35 | 44 | -9  |
| 17º | Tiro Federal            | 44  | 38 | 12 | 8  | 18 | 52 | 53 | -1  |
| 18º | CAI                     | 43  | 38 | 11 | 10 | 17 | 47 | 52 | -5  |
| 19º | Aldosivi                | 42  | 38 | 12 | 6  | 20 | 44 | 54 | -10 |
| 20º | Sportivo Italiano       | 22  | 38 | 6  | 4  | 28 | 34 | 74 | -40 |

|  | Campeón. Ascendió a Primera División.                    |
|  | Subcampeón. Ascendió a Primera División.                 |
|  | Jugaron una promoción por el ascenso a Primera División. |

## Tabla de promedios
| Pos | Equipo                  | 07-08 | 08-09 | 09-10 | Total | PJ  | Promedio |
| --- | ----------------------- | ----- | ----- | ----- | ----- | --- | -------- |
| 1º  | Atlético de Rafaela     | 53    | 62    | 63    | 178   | 114 | 1,561    |
| 2º  | Belgrano                | 56    | 62    | 57    | 175   | 114 | 1,535    |
| 3º  | San Martín (T)          | 66    | -     | 50    | 116   | 76  | 1,526    |
| 4º  | Quilmes                 | 55    | 51    | 64    | 170   | 114 | 1,491    |
| 5º  | All Boys                | -     | 50    | 63    | 113   | 76  | 1,486    |
| 6º  | Olimpo                  | -     | 40    | 71    | 111   | 76  | 1,460    |
| 7º  | Gimnasia y Esgrima (J)  | -     | -     | 54    | 54    | 38  | 1,421    |
| 8º  | Instituto               | 43    | 59    | 60    | 162   | 114 | 1,421    |
| 9º  | San Martín (SJ)         | -     | 49    | 58    | 107   | 76  | 1,407    |
| 10º | Unión                   | 56    | 49    | 53    | 158   | 114 | 1,385    |
| 11º | Ferro Carril Oeste      | 51    | 52    | 48    | 151   | 114 | 1,324    |
| 12º | Tiro Federal            | 54    | 50    | 44    | 148   | 114 | 1,298    |
| 13º | Aldosivi                | 48    | 57    | 42    | 147   | 114 | 1,289    |
| 14º | Boca Unidos             | -     | -     | 48    | 48    | 38  | 1,263    |
| 15º | Defensa y Justicia      | 43    | 49    | 52    | 144   | 114 | 1,263    |
| 16º | Independiente Rivadavia | 47    | 50    | 47    | 144   | 114 | 1,263    |
| 17º | Deportivo Merlo         | -     | -     | 46    | 46    | 38  | 1,210    |
| 18º | CAI                     | 51    | 36    | 43    | 130   | 114 | 1,140    |
| 19º | Platense                | 42    | 37    | 47    | 126   | 114 | 1,105    |
| 20º | Sportivo Italiano       | -     | -     | 22    | 22    | 38  | 0,578    |

|  | Disputaron la promoción contra equipos de la Primera B y del Torneo Argentino A, respectivamente. |
|  | Descendieron a la Primera B.                                                                      |

## Resultados
| Fecha 1             | Fecha 1   | Fecha 1                 |
| Equipo Local        | Resultado | Equipo Visitante        |
| ------------------- | --------- | ----------------------- |
| Gimnasia (J)        | 2 - 3     | Unión                   |
| Defensa y Justicia  | 2 - 2     | Tiro Federal            |
| Instituto           | 1 - 0     | San Martín (T)          |
| Sportivo Italiano   | 3 - 1     | Independiente Rivadavia |
| All Boys            | 1 - 4     | CAI                     |
| Olimpo              | 0 - 0     | Ferro Carril Oeste      |
| San Martín (SJ)     | 2 - 1     | Platense                |
| Atlético de Rafaela | 1 - 1     | Belgrano                |
| Quilmes             | 0 - 0     | Boca Unidos             |
| Aldosivi            | 2 - 0     | Deportivo Merlo         |

| Fecha 2                 | Fecha 2   | Fecha 2             |
| Equipo Local            | Resultado | Equipo Visitante    |
| ----------------------- | --------- | ------------------- |
| Aldosivi                | 0 - 0     | Gimnasia (J)        |
| Deportivo Merlo         | 0 - 1     | Quilmes             |
| Boca Unidos             | 1 - 1     | Atlético de Rafaela |
| Belgrano                | 1 - 3     | San Martín (SJ)     |
| Platense                | 0 - 0     | Olimpo              |
| Ferro Carril Oeste      | 0 - 0     | All Boys            |
| CAI                     | 1 - 0     | Sportivo Italiano   |
| Independiente Rivadavia | 0 - 0     | Instituto           |
| San Martín (T)          | 1 - 0     | Defensa y Justicia  |
| Tiro Federal            | 1 - 2     | Unión               |

| Fecha 3             | Fecha 3   | Fecha 3                 |
| Equipo Local        | Resultado | Equipo Visitante        |
| ------------------- | --------- | ----------------------- |
| Gimnasia (J)        | 1 - 1     | Tiro Federal            |
| Unión               | 1 - 0     | San Martín (T)          |
| Defensa y Justicia  | 4 - 4     | Independiente Rivadavia |
| Instituto           | 2 - 0     | CAI                     |
| Sportivo Italiano   | 0 - 4     | Ferro Carril Oeste      |
| All Boys            | 3 - 1     | Platense                |
| Olimpo              | 1 - 0     | Belgrano                |
| San Martín (SJ)     | 2 - 0     | Boca Unidos             |
| Atlético de Rafaela | 1 - 3     | Deportivo Merlo         |
| Quilmes             | 2 - 0     | Aldosivi                |

| Fecha 4                 | Fecha 4   | Fecha 4             |
| Equipo Local            | Resultado | Equipo Visitante    |
| ----------------------- | --------- | ------------------- |
| Quilmes                 | 0 - 0     | Gimnasia (J)        |
| Aldosivi                | 0 - 1     | Atlético de Rafaela |
| Deportivo Merlo         | 1 - 1     | San Martín (SJ)     |
| Boca Unidos             | 1 - 0     | Olimpo              |
| Belgrano                | 1 - 0     | All Boys            |
| Platense                | 2 - 1     | Sportivo Italiano   |
| Ferro Carril Oeste      | 0 - 0     | Instituto           |
| CAI                     | 1 - 3     | Defensa y Justicia  |
| Independiente Rivadavia | 1 - 1     | Unión               |
| San Martín (T)          | 3 - 2     | Tiro Federal        |

| Fecha 5             | Fecha 5   | Fecha 5                 |
| Equipo Local        | Resultado | Equipo Visitante        |
| ------------------- | --------- | ----------------------- |
| Gimnasia (J)        | 2 - 1     | San Martín (T)          |
| Tiro Federal        | 4 - 1     | Independiente Rivadavia |
| Unión               | 0 - 0     | CAI                     |
| Defensa y Justicia  | 3 - 1     | Ferro Carril Oeste      |
| Instituto           | 1 - 0     | Platense                |
| Sportivo Italiano   | 3 - 0     | Belgrano                |
| All Boys            | 1 - 1     | Boca Unidos             |
| Olimpo              | 0 - 0     | Deportivo Merlo         |
| San Martín (SJ)     | 2 - 1     | Aldosivi                |
| Atlético de Rafaela | 1 - 0     | Quilmes                 |

| Fecha 6                 | Fecha 6   | Fecha 6            |
| Equipo Local            | Resultado | Equipo Visitante   |
| ----------------------- | --------- | ------------------ |
| Atlético de Rafaela     | 1 - 0     | Gimnasia (J)       |
| Quilmes                 | 1 - 0     | San Martín (SJ)    |
| Aldosivi                | 2 - 5     | Olimpo             |
| Deportivo Merlo         | 1 - 0     | All Boys           |
| Boca Unidos             | 2 - 1     | Sportivo Italiano  |
| Belgrano                | 1 - 1     | Instituto          |
| Platense                | 1 - 1     | Defensa y Justicia |
| Ferro Carril Oeste      | 1 - 1     | Unión              |
| CAI                     | 2 - 3     | Tiro Federal       |
| Independiente Rivadavia | 1 - 4     | San Martín (T)     |

| Fecha 7            | Fecha 7   | Fecha 7                 |
| Equipo Local       | Resultado | Equipo Visitante        |
| ------------------ | --------- | ----------------------- |
| Gimnasia (J)       | 1 - 1     | Independiente Rivadavia |
| San Martín (T)     | 1 - 0     | CAI                     |
| Tiro Federal       | 0 - 0     | Ferro Carril Oeste      |
| Unión              | 5 - 1     | Platense                |
| Defensa y Justicia | 2 - 2     | Belgrano                |
| Instituto          | 2 - 0     | Boca Unidos             |
| Sportivo Italiano  | 0 - 1     | Deportivo Merlo         |
| All Boys           | 2 - 0     | Aldosivi                |
| Olimpo             | 2 - 2     | Quilmes                 |
| San Martín (SJ)    | 2 - 2     | Atlético de Rafaela     |

| Fecha 8             | Fecha 8   | Fecha 8                 |
| Equipo Local        | Resultado | Equipo Visitante        |
| ------------------- | --------- | ----------------------- |
| San Martín (SJ)     | 3 - 0     | Gimnasia (J)            |
| Atlético de Rafaela | 0 - 0     | Olimpo                  |
| Quilmes             | 0 - 1     | All Boys                |
| Aldosivi            | 2 - 1     | Sportivo Italiano       |
| Deportivo Merlo     | 2 - 1     | Instituto               |
| Boca Unidos         | 3 - 3     | Defensa y Justicia      |
| Belgrano            | 3 - 2     | Unión                   |
| Platense            | 0 - 0     | Tiro Federal            |
| Ferro Carril Oeste  | 1 - 1     | San Martín (T)          |
| CAI                 | 0 - 1     | Independiente Rivadavia |

| Fecha 9                 | Fecha 9   | Fecha 9             |
| Equipo Local            | Resultado | Equipo Visitante    |
| ----------------------- | --------- | ------------------- |
| Gimnasia (J)            | 3 - 0     | CAI                 |
| Independiente Rivadavia | 3 - 2     | Ferro Carril Oeste  |
| San Martín (T)          | 2 - 2     | Platense            |
| Tiro Federal            | 1 - 2     | Belgrano            |
| Unión                   | 1 - 0     | Boca Unidos         |
| Defensa y Justicia      | 1 - 0     | Deportivo Merlo     |
| Instituto               | 0 - 0     | Aldosivi            |
| Sportivo Italiano       | 0 - 1     | Quilmes             |
| All Boys                | 2 - 0     | Atlético de Rafaela |
| Olimpo                  | 3 - 1     | San Martín (SJ)     |

| Fecha 10            | Fecha 10  | Fecha 10                |
| Equipo Local        | Resultado | Equipo Visitante        |
| ------------------- | --------- | ----------------------- |
| Olimpo              | 1 - 1     | Gimnasia (J)            |
| San Martín (SJ)     | 1 - 1     | All Boys                |
| Atlético de Rafaela | 5 - 1     | Sportivo Italiano       |
| Quilmes             | 2 - 2     | Instituto               |
| Aldosivi            | 3 - 1     | Defensa y Justicia      |
| Deportivo Merlo     | 1 - 1     | Unión                   |
| Boca Unidos         | 2 - 0     | Tiro Federal            |
| Belgrano            | 0 - 1     | San Martín (T)          |
| Platense            | 0 - 0     | Independiente Rivadavia |
| Ferro Carril Oeste  | 1 - 0     | CAI                     |

| Fecha 11                | Fecha 11  | Fecha 11            |
| Equipo Local            | Resultado | Equipo Visitante    |
| ----------------------- | --------- | ------------------- |
| Gimnasia (J)            | 1 - 0     | Ferro Carril Oeste  |
| CAI                     | 0 - 1     | Platense            |
| Independiente Rivadavia | 1 - 0     | Belgrano            |
| San Martín (T)          | 2 - 3     | Boca Unidos         |
| Tiro Federal            | 2 - 0     | Deportivo Merlo     |
| Unión                   | 2 - 1     | Aldosivi            |
| Defensa y Justicia      | 1 - 1     | Quilmes             |
| Instituto               | 0 - 1     | Atlético de Rafaela |
| Sportivo Italiano       | 0 - 1     | San Martín (SJ)     |
| All Boys                | 1 - 2     | Olimpo              |

| Fecha 12            | Fecha 12  | Fecha 12                |
| Equipo Local        | Resultado | Equipo Visitante        |
| ------------------- | --------- | ----------------------- |
| All Boys            | 0 - 0     | Belgrano                |
| Olimpo              | 1 - 0     | Sportivo Italiano       |
| San Martín (SJ)     | 2 - 0     | Instituto               |
| Atlético de Rafaela | 0 - 0     | Defensa y Justicia      |
| Quilmes             | 2 - 1     | Unión                   |
| Aldosivi            | 3 - 0     | Tiro Federal            |
| Deportivo Merlo     | 1 - 1     | San Martín (T)          |
| Boca Unidos         | 0 - 0     | Independiente Rivadavia |
| Belgrano            | 1 - 3     | CAI                     |
| Platense            | 0 - 2     | Ferro Carril Oeste      |

```
Fecha 13
```

- Gimnasia (J) 0 | 0 Platense
- Ferro 2 | 1 Belgrano
- CAI 0 | 0 Boca Unidos
- Independiente Rivadavia 0 | 1 Deportivo Merlo
- San Martín (T) 2 | 2 Aldosivi
- Tiro Federal 0 | 0 Quilmes
- Unión 2 | 0 Atlético de Rafaela
- Defensa y Justicia 0 | 2 San Martín (SJ)
- Instituto 1 | 1 Olimpo
- Sportivo Italiano 1 | 2 All Boys

```
Fecha 14
```

- Sportivo Italiano 0 | 1 Gimnasia (J)
- All Boys 0 | 1 Instituto
- Olimpo 2 | 0 Defensa y Justicia
- San Martín (SJ) 3 | 0 Unión
- Atlético de Rafaela 2 | 0 Tiro Federal
- Quilmes 2 | 1 San Martín (T)
- Aldosivi 0 | 2 Independiente Rivadavia
- Deportivo Merlo 1 | 0 CAI
- Boca Unidos 1 | 2 Ferro
- Belgrano 2 | 1 Platense

```
Fecha 15
```

- Gimnasia (J) 2 | 0 Belgrano
- Platense 2 | 0 Boca Unidos
- Ferro 2 | 1 Deportivo Merlo
- CAI 3 | 2 Aldosivi
- Independiente Rivadavia 2 | 4 Quilmes
- San Martín (T) 2 | 2 Atlético de Rafaela
- Tiro Federal 0 | 2 San Martín (SJ)
- Unión 2 | 0 Olimpo
- Defensa y Justicia 0 | 1 All Boys
- Instituto 3 | 0 Sportivo Italiano

```
Fecha 16
```

- Instituto 1 | 0 Gimnasia (J)
- Sportivo Italiano 0 | 1 Defensa y Justicia
- All Boys 3 | 2 Unión
- Olimpo 2 | 0 Tiro Federal
- San Martín (SJ) 2 | 1 San Martín (T)
- Atlético de Rafaela 0 | 1 Independiente Rivadavia
- Quilmes 3 | 1 CAI
- Aldosivi 2 | 1 Ferro
- Deportivo Merlo 0 | 0 Platense
- Boca Unidos 2 | 1 Belgrano

```
Fecha 17
```

- Gimnasia (J) 1 | 1 Boca Unidos
- Belgrano 2 | 1 Deportivo Merlo
- Platense 1 | 0 Aldosivi
- Ferro 1 | 0 Quilmes
- CAI 3 | 1 Atlético de Rafaela
- Independiente Rivadavia 0 | 0 San Martín (SJ)
- San Martín (T) 2 | 2 Olimpo
- Tiro Federal 0 | 0 All Boys
- Unión 2 | 1 Sportivo Italiano
- Defensa y Justicia 1 | 3 Instituto

```
Fecha 18
```

- Defensa y Justicia 2 | 0 Gimnasia (J)
- Instituto 2 | 1 Unión
- Sportivo Italiano 2 | 2 Tiro Federal
- All Boys 1 | 0 San Martín (T)
- Olimpo 2 | 1 Independiente Rivadavia
- San Martín (SJ) 1 | 0 CAI
- Atlético de Rafaela 3 | 0 Ferro
- Quilmes 0 | 0 Platense
- Aldosivi 1 | 2 Belgrano
- Deportivo Merlo 1 | 1 Boca Unidos

```
Fecha 19
```

- Gimnasia (J) 2 | 1 Deportivo Merlo
- Boca Unidos 2 | 1 Aldosivi
- Belgrano 4 | 1 Quilmes
- Platense 1 | 0 Atlético de Rafaela
- Ferro 0 | 0 San Martín (SJ)
- CAI 2 | 2 Olimpo
- Independiente Rivadavia 0 | 1 All Boys
- San Martín (T) 1 | 0 Sportivo Italiano
- Tiro Federal 2 | 0 Instituto
- Unión 1 | 0 Defensa y Justicia

```
Fecha 20
```

- Unión 1 | 0 Gimnasia (J)
- Platense 1 | 1 San Martín (SJ)
- Belgrano 1 | 0 Atlético de Rafaela
- CAI 1 | 2 All Boys
- Ferro 0 | 1 Olimpo
- Tiro Federal 2 | 0 Defensa y Justicia
- Deportivo Merlo 2 | 0 Aldosivi
- Boca Unidos 4 | 0 Quilmes
- Independiente Rivadavia 4 | 1 Sportivo Italiano
- San Martín (T) 0 | 2 Instituto

```
Fecha 21
```

- San Martín (SJ) 2 | 2 Belgrano
- Atlético de Rafaela 2 | 0 Boca Unidos
- Unión 2 | 3 Tiro Federal
- Quilmes 2 | 0 Deportivo Merlo
- Sportivo Italiano 2 | 3 CAI
- Defensa y Justicia 2 | 1 San Martín (T)
- Gimnasia (J) 1 | 0 Aldosivi
- All Boys 2 | 0 Ferro
- Instituto 1 | 0 Independiente Rivadavia
- Olimpo 2 | 1 Platense

```
Fecha 22
```

- San Martín (T) 1 | 0 Unión
- Independiente Rivadavia 3 | 4 Defensa y Justicia
- CAI 1 | 1 Instituto 1
- Ferro 1 | 2 Sportivo Italiano
- Platense 2 | 0 All Boys
- Aldosivi 0 | 1 Quilmes
- Tiro Federal 1 | 1 Gimnasia (J)
- Belgrano 0 | 0 Olimpo
- Boca Unidos 2 | 1 San Martín (SJ)
- Deportivo Merlo 0 | 1 Atlético de Rafaela

```
Fecha 23
```

- Tiro Federal 0 | 1 San Martín (T)
- Atlético de Rafaela 4 | 0 Aldosivi
- Gimnasia (J) 0 | 1 Quilmes
- Unión 3 | 0 Independiente Rivadavia
- Sportivo Italiano 0 | 2 Platense
- Defensa y Justicia 3 | 2 CAI
- All Boys 0 | 1 Belgrano
- Olimpo 0 | 0 Boca Unidos
- San Martín (SJ) 3 | 0 Deportivo Merlo
- Instituto 1 | 0 Ferro

```
Fecha 24
```

- Quilmes 1 | 3 Atlético de Rafaela
- Deportivo Merlo 0 | 0 Olimpo
- Independiente Rivadavia 1 | 3 Tiro Federal
- CAI 1 | 1 Unión
- Ferro 2 | 2 Defensa y Justicia
- Platense 1 | 2 Instituto
- Aldosivi 0 | 0 San Martín (SJ)
- Belgrano 4 | 1 Sportivo Italiano
- Boca Unidos 0 | 1 All Boys
- San Martín (T) 0 | 1 Gimnasia (J)

```
Fecha 25
```

- San Martín (SJ) 0 | 1 Quilmes
- Defensa y Justicia 1 | 1 Platense
- Tiro Federal 2 | 3 CAI
- Olimpo 2 | 0 Aldosivi
- All Boys 1 | 2 Deportivo Merlo
- Belgrano 1 | 1 Instituto
- San Martín (T) 0 | 0 Independiente Rivadavia
- Gimnasia (J) 1 | 0 Atlético de Rafaela
- Ferro 2 | 2 Unión 2
- Sportivo Italiano 0 | 3 Boca Unidos

```
Fecha 26
```

- CAI 1 | 1 San Martín (T)
- Ferro 0 | 0 Tiro Federal
- Boca Unidos 0 | 0 Instituto
- Deportivo Merlo 1 | 0 Sportivo Italiano
- Platense 2 | 1 Unión
- Aldosivi 2 | 0 All Boys
- Belgrano 2 | 0 Defensa y Justicia
- Quilmes 1 | 0 Olimpo
- Atlético de Rafaela 0 | 0 San Martín (SJ)
- Independiente Rivadavia 0 | 3 Gimnasia (J)

```
Fecha 27
```

- Sportivo Italiano 1 | 1 Aldosivi
- Tiro Federal 3 | 1 Platense
- All Boys 1 | 0 Quilmes
- Olimpo 0 | 2 Atlético de Rafaela
- Defensa y Justicia 3 | 1 Boca Unidos
- San Martín (T) 1 | 0 Ferro
- Independiente Rivadavia 2 | 2 CAI
- Unión 2 | 2 Belgrano
- Instituto 1 | 0 Deportivo Merlo
- Gimnasia (J) 3 | 2 San Martín (SJ)

```
Fecha 28
```

- Platense 3 | 0 San Martín (T)
- CAI 1 | 1 Gimnasia (J)
- Ferro 1 | 0 Independiente Rivadavia
- Aldosivi 2 | 0 Instituto
- Quilmes 2 | 0 Sportivo Italiano
- Boca Unidos 2 | 2 Unión
- Deportivo Merlo 2 | 1 Defensa y Justicia
- Atlético de Rafaela 4 | 1 All Boys
- Belgrano 2 | 0 Tiro Federal
- San Martín (SJ) 1 | 1 Olimpo

```
Fecha 29
```

- Instituto 0 | 1 Quilmes
- Sportivo Italiano 3 | 1 Atlético de Rafaela
- Independiente Rivadavia 2 | 1 Platense
- CAI 2 | 0 Ferro
- All Boys 3 | 0 San Martín (SJ)
- Unión 2 | 0 Deportivo Merlo
- Defensa y Justicia 1 | 4 Aldosivi
- Tiro Federal 6 | 0 Boca Unidos
- Gimnasia (J) 0 | 4 Olimpo
- San Martín (T) 1 | 0 Belgrano

```
Fecha 30
```

- Platense 4 | 1 CAI
- San Martín (SJ) 4 | 0 Sportivo Italiano
- Ferro 1 | 0 Gimnasia (J)
- Olimpo 2 | 1 All Boys
- Aldosivi 1 | 0 Unión
- Quilmes 2 | 1 Defensa y Justicia
- Belgrano 0 | 1 Independiente Rivadavia
- Boca Unidos 0 | 0 San Martín (T)
- Deportivo Merlo 1 | 2 Tiro Federal
- Atlético de Rafaela 1 | 0 Instituto

```
Fecha 31
```

- Ferro 1 | 0 Platense
- CAI 0 | 1 Belgrano
- Tiro Federal 3 | 4 Aldosivi
- Unión 0 | 0 Quilmes
- San Martín (T) 4 | 3 Deportivo Merlo
- Gimnasia (J) 1 | 0 All Boys
- Independiente Rivadavia 2 | 2 Boca Unidos
- Defensa y Justicia 3 | 1 Atlético de Rafaela
- Sportivo Italiano 0 | 3 Olimpo
- Instituto 2 | 0 San Martín (SJ)

```
Fecha 32
```

- Boca Unidos 0 | 1 CAI
- Deportivo Merlo 4 | 1 Independiente Rivadavia
- Aldosivi 3 | 1 San Martín (T)
- All Boys 5 | 4 Sportivo Italiano
- Belgrano 3 | 1 Ferro
- San Martín (SJ) 1 | 1 Defensa y Justicia
- Olimpo 1 | 0 Instituto
- Atlético de Rafaela 3 | 0 Unión
- Platense 3 | 1 Gimnasia (J)
- Quilmes 1 | 0 Tiro Federal

```
Fecha 33
```

- Defensa y Justicia 0 | 2 Olimpo
- CAI 4 | 0 Deportivo Merlo
- Ferro 3 | 4 Boca Unidos
- Instituto 1 | 1 All Boys
- Unión 3 | 0 San Martín (SJ)
- Platense 0 | 0 Belgrano
- Gimnasia (J) 0 | 1 Sportivo Italiano
- Independiente Rivadavia 2 | 0 Aldosivi
- Tiro Federal 1 | 2 Atlético de Rafaela
- San Martín (T) 1 | 1 Quilmes

```
Fecha 34
```

- Olimpo 2 | 1 Unión
- Atlético de Rafaela 0 | 0 San Martín (T)
- Boca Unidos 1 | 0 Platense
- Deportivo Merlo 0 | 0 Ferro
- Aldosivi 0 | 2 CAI
- Sportivo Italiano 0 | 3 Instituto
- Belgrano 0 | 0 Gimnasia (J)
- San Martín SJ (1) | 3 Tiro Federal
- All Boys 1 | 0 Defensa y Justicia
- Quilmes 1 | 1 Independiente Rivadavia

```
Fecha 35
```

- Ferro 2 | 1 Aldosivi
- Tiro Federal 0 | 2 Olimpo
- San Martín (T) 0 | 0 San Martín (SJ)
- Deportivo Merlo 2 | 2 Platense
- CAI 0 | 0 Quilmes
- Defensa y Justicia 1 | 0 Sportivo Italiano
- Unión 0 | 2 All Boys
- Independiente Rivadavia 4 | 3 Atlético de Rafaela
- Belgrano 2 | 2 Boca Unidos
- Gimnasia (J) 2 | 1 Instituto

```
Fecha 36
```

- San Martín (SJ) 0 | 3 Independiente Rivadavia
- Instituto 0 | 0 Defensa y Justicia
- Boca Unidos 0 | 0 Gimnasia (J)
- Deportivo Merlo 1 | 1 Belgrano
- Sportivo Italiano 2 | 2 Unión
- Olimpo 0 | 0 San Martín (T)
- Aldosivi 1 | 2 Platense
- All Boys 2 | 1 Tiro Federal
- Quilmes 0 | 1 Ferro
- Atlético de Rafaela 2 | 1 CAI

```
Fecha 37
```

- Gimnasia (J) 0 | 4 Defensa y Justicia
- Unión 2 | 2 Instituto
- Tiro Federal 1 | 3 Sportivo Italiano
- CAI 1 | 1 San Martín (SJ)
- Ferro 0 | 0 Atlético de Rafaela
- Platense 1 | 1 Quilmes
- Boca Unidos 0 | 1 Deportivo Merlo
- San Martín (T) 1 | 0 All Boys
- Independiente Rivadavia 1 | 0 Olimpo
- Belgrano 1 | 0 Aldosivi

```
Fecha 38
```

- Deportivo Merlo 0 | 1 Gimnasia (J)
- Atlético de Rafaela 2 | 0 Platense
- Defensa y Justicia 2 | 0 Unión
- Instituto 0 | 3 Tiro Federal
- San Martín (SJ) 1 | 0 Ferro
- All Boys 2 | 0 Independiente Rivadavia
- Quilmes 0 | 0 Belgrano
- Aldosivi 3 | 4 Boca Unidos
- Olimpo 2 | 0 CAI
- Sportivo Italiano 0 | 0 San Martín (T)

## Promociones

### Promociones Primera División - Primera B Nacional
| All Boys                                                  | 1 - 1 | Rosario Central | Islas Malvinas      | 19 de mayo | 14:10 |
| Rosario Central                                           | 0 - 3 | All Boys        | Gigante de Arroyito | 23 de mayo | 15:10 |
| All Boys ascendió a Primera División con un global de 4-1 |       |                 |                     |            |       |

| Atlético de Rafaela | 1 - 0 | Gimnasia (LP)       | Nuevo Monumental | 19 de mayo | 21:10 |
| Gimnasia (LP)       | 3 - 1 | Atlético de Rafaela | Del Bosque       | 23 de mayo | 16:10 |

### Promoción Primera B Nacional - Primera B
| Sarmiento de Junín | 0 - 1 | Deportivo Merlo    | Eva Perón | 18 de mayo de 2010 | 15:00 |
| Deportivo Merlo    | 1 - 0 | Sarmiento de Junín | Armenia   | 22 de mayo de 2010 | 15:00 |

### Promoción Primera B Nacional - Torneo Argentino A
| Santamarina | 2 - 2 | CAI         | Estadio Municipal General San Martín | 23 de mayo de 2010 | 14:00 |
| CAI         | 5 - 0 | Santamarina | Municipal de Comodoro Rivadavia      | 30 de mayo de 2010 | 15:00 |